# Pellitida
Pellitida – rząd ameb należących do supergrupy Amoebozoa w klasyfikacji Cavaliera-Smitha. Klasyfikacja Adla traktuje Pellitida jako klad.
Należą tutaj następujące rodziny według Cavalier-Smitha:
- Pellitidae Smirnov i Kudryavtsev, 2005

W klasyfikacji Adla wyróżniamy następujące rodzaje:
- Endostelium
- Gocevia
- Paragocevia
- Pellita